# Fila Cola de Caballo
La Fila Cola de Caballo es una formación montañosa que forma parte de la falda sur del Parque nacional Henri Pittier al norte de Maracay, Venezuela. La fila Cola de Caballo se continúa con el pico Palmarito hacia la Cordillera de la Costa venezolana a una altitud de 800 m, y por lo tanto son las montañas más altas de la Parroquia Las Delicias justo antes de empatar con la Fila Palmarito hacia el Henri Pittier. Recibe su nombre a la forma como corre su cumbre por su vista aérea hacia la zona del Castaño y la Pedrera. 

## Ubicación
La fila Cola de Caballo es el límite Noreste de la Parroquia Las Delicias. Colinda hacia el Este con el caño Colorado que la divide del Cerro La Virgen y hacia el Oeste con la Fila Palmarito y el Cerro Las Delicias. Parte de la Urbanización El Castaño se asienta sobre su falda Oeste a orillas del río Las Delicias. La falda Sur termina en un pequeño cerro a nivel del barrio La Cooperativa y a orillas del Río Maracay, conocido localmente como "Madre-Vieja".

## Topografía
Las características topográficas son clásicas de los picos y montañas de la falda sur del Parque Henri Pittier con una elevación larga y estrecha con los lados empinados, y una cresta más o menos continua. La vegetación está caracterizada por la mezcla de bosques caducos montañosos y nublados que acaban en el ecotono tropófilo, el cual sustituye los antiguos bosques caducos destruidos por el hombre, principalmente por la quema de los cerros.